# James B. Dickman

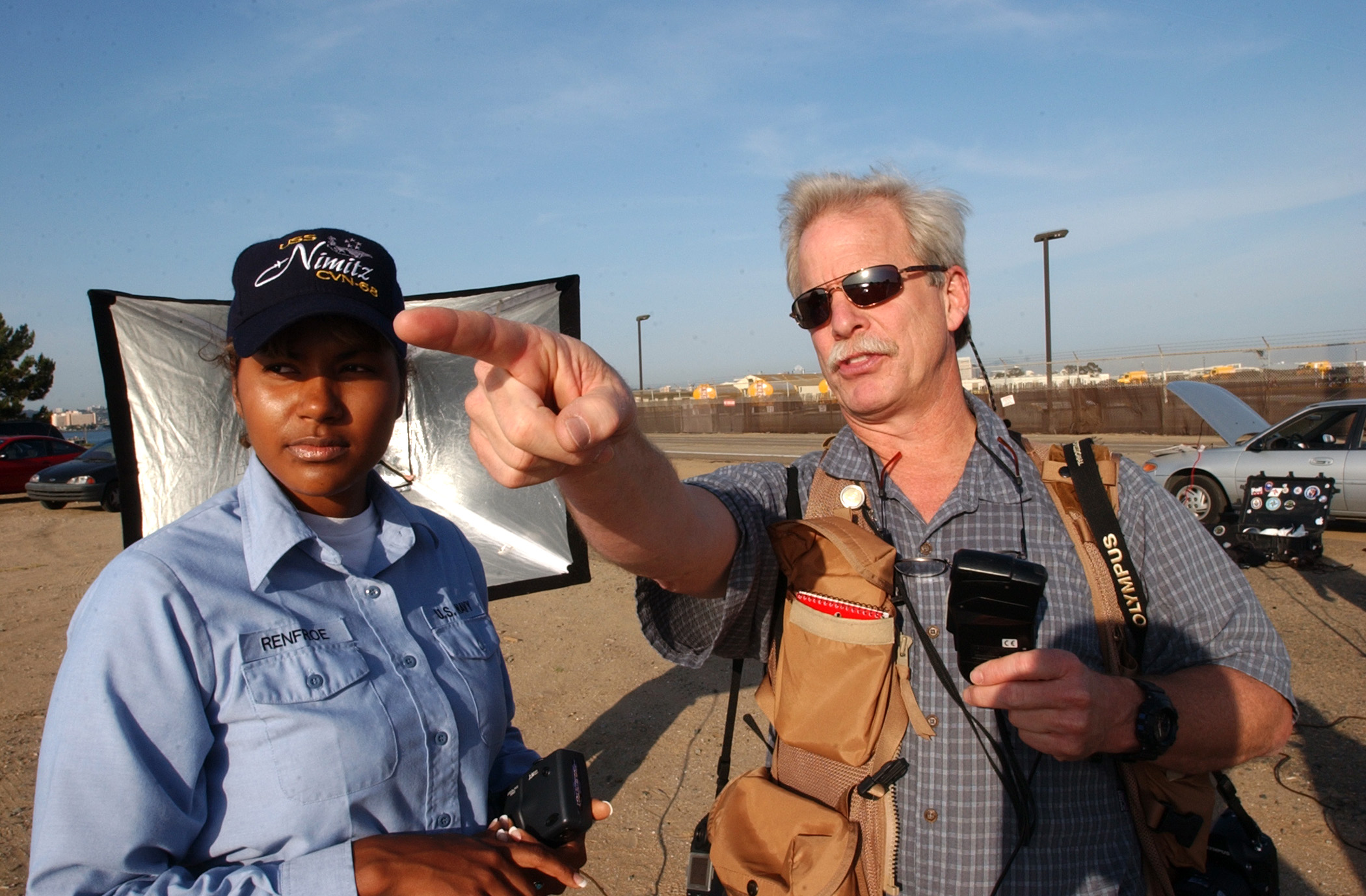
Shannon E. Renfroe a Dickman v roce 2004

James (Jay) B. Dickman (* 1949) je americký fotograf.

## Životopis
V roce 1983 získal Pulitzerovu cenu za fotografii jako zaměstnanec Dallas Times Herald.
Ve stejném roce také získal World Press Golden Eye za sérii fotografií z války v Salvadoru. Dickman získal také cenu Distinguished Journalist Award od Sigma Delta Chi a několik ocenění v dalších soutěžích.
Fotograf National Geographic, s více než 25 projekty pro NG Society, je spoluautorem Perfect Digital Photography, rozsáhlého průvodce celým procesem fotografie v digitálním věku.
Dickman vlastní a vede sérii fotografických workshopů Firstlight Workshops, které byly recenzovány v několika publikacích.